# Yoshiaki Kaihatsu
Yoshiaki Kaihatsu (jap. 開発 好明, Kaihatsu Yoshiaki, * 3. Juli 1966 in der Präfektur Yamanashi) ist ein japanischer Künstler.
Er studierte an der Kunsthochschule Tama. Später erhielt er Stipendien des amerikanischen Asian Cultural Council, der „POLA Art Foundation“ sowie des Amtes für kulturelle Angelegenheiten.
Er war bereits in vielen Ländern tätig, unter anderem in Südkorea, Hongkong, Australien, den Vereinigten Staaten und Deutschland.
Bei der Architekturbiennale Venedig 2004 war er im japanischen Pavillon vertreten. Bekannt ist er für seine großformatigen Installationen aus Schaumpolystyrol, wie das Teehaus Happō-en.